# The Wrong Woman (film 1920)
The Wrong Woman è un film muto del 1920 diretto da Ivan Abramson che lo produsse per la sua compagnia, la Graphic Films Corporation. Il regista firmò anche il soggetto e la sceneggiatura del film, che aveva come interpreti Olive Tell, Montagu Love, Jack Crosby, Guy Coombs, Regina Quinn.

## Trama
Franklyn White è fidanzato con Doris Marshall, la figlia di un illustre musicista, ma si innamora di Viola Sherwin, la pupilla del musicista, la quale però non è interessata a lui. La ragazza parte per andare a Filadelfia, dove intraprende la carriera di giornalista. Lì, incontra e si innamora di Harold Foster, un uomo dal carattere ribelle che la chiede in moglie, ma vuole tenere segreto il loro matrimonio. Dopo qualche tempo, Harold si reca a New York per partecipare a un ballo organizzato da sua madre al quale partecipa anche Doris. L'uomo, scordando di essere già sposato, amoreggia con Doris e i due finiscono per fidanzarsi. Per salvare Doris, Viola decide di affrontare Harold incontrandolo a casa di Peter Barrett. I due hanno uno scontro e l'uomo viene trovato ucciso. Tutti sono indotti a credere che a sparargli sia stata Viola che viene arrestata. Il colpevole, invece, si rivela essere Barrett che, geloso, ha creduto che la donna insieme a Harold fosse sua moglie Lauretta. Dopo la sua confessione, Viola viene liberata mentre Doris e Franklyn si riconciliano.

## Produzione
Il film fu prodotto dalla Graphic Films Corporation.

## Distribuzione
Il copyright del film, richiesto dalla Graphic Film Corp., fu registrato il 5 ottobre 1920 con il numero LU15723.
Distribuito dalla Ivan Abramson Distributing Corporation, il film uscì nelle sale statunitensi nel novembre 1920. In Svezia, prese il titolo Ödets dom.
Non si conoscono copie ancora esistenti della pellicola che viene considerata presumibilmente perduta.